# Куварас (Аттика)
Кувара́с (греч. Κουβαράς) — село в Греции. Расположено на высоте 207 метров над уровнем моря, в юго-восточной части полуострова Аттика, у подножия гор Панион и Меренда, в 2 километрах к северу от Кератея, в 4 километрах к юго-востоку от Каливия-Торику и 27 километрах к юго-востоку от центра Афин. Входит в состав общины Сароникос в периферийной единице Восточная Аттика в периферии Аттика. Население 1426 жителей по переписи 2011 года.
Проспект Лавриу (национальная дорога 89 Еракас — Коропион — Лаврион — Сунион) проходит юго-западнее села.

## История
В 1934 году, архимандритом Матфеем (Карпафакисом) близ села был основан мужской Спасо-Преображенский монастырь, ставший одним из духовных и административных центров греческого старокалендарного движения.

## Сообщество Куварас
Сообщество создано в 1912 году (ΦΕΚ 262Α). В общинное сообщество входят село Неос-Куварас, расположенное в одном километре юго-западнее, и Спасо-Преображенский монастырь. Население 2008 жителей по переписи 2011 года. Площадь 24,371 квадратных километров.
| Населённый пункт               | Население (2011), человек |
| ------------------------------ | ------------------------- |
| Куварас                        | 1426                      |
| Спасо-Преображенский монастырь | 16                        |
| Неос-Куварас                   | 566                       |

## Население
| Год  | Население, человек |
| ---- | ------------------ |
| 1981 | 1194               |
| 1991 | 927                |
| 2001 | 1091               |
| 2011 | ↗ 1426             |